# Jajo telolecytalne
Jajo telolecytalne – komórka jajowa, w której kula żółtka znajduje się na jednym biegunie wegetatywnym, a cytoplazma skupia się na drugim, gdzie tworzy tarczkę zarodkową. Takie jajo bruzdkuje nierównomiernie. Występuje np. u płazów i gadów.